# Ayşe Tekdal
Ayşe Tekdal (28 d'octubre de 1999) és una atleta turca, especialitzada en marxa atlètica. Va guanyar la medalla d'or en el Campionat d'Europa sub-23 de 2019, en la disciplina marxa 20 km. Va guanyar medalla de plata en marxa 5 km. en el Campionat europeu de -17 a Tbilisi l'any 2016, darrere de la campiona Meryem Bekmez, també turca i companyera seva de l'equip de Kayapınar Belediyespor de Diyarbakır.